# باتريس يفبفر
باتريس يفبفر هو لاعب هوكي الجليد كندي، ولد في 28 يونيو 1967 في مونتريال في كندا.

## وصلات خارجية
- باتريس يفبفر على موقع دوري الهوكي الوطني (الإنجليزية)
- باتريس يفبفر على موقع قاعة مشاهير الهوكي (لاعب أن.إتش.أل) (الإنجليزية)
- باتريس يفبفر على موقع EliteProspects.com (الإنجليزية)
- باتريس يفبفر على موقع Eurohockey.com (الإنجليزية)
- باتريس يفبفر على موقع HockeyDB.com (الإنجليزية)
- باتريس يفبفر على موقع Hockey-Reference.com (الإنجليزية)